# Cromschieffelinita
La cromschieffelinita és un mineral de la classe dels cromats. Rep el nom per ser l'anàleg de crom de la schieffelinita.

## Característiques
La cromschieffelinita és un cromat de fórmula química Pb10Te6+₆O20(OH)14(CrO₄)(H₂O)₅. Va ser aprovada com a espècie vàlida per l'Associació Mineralògica Internacional l'any 2011. Cristal·litza en el sistema ortoròmbic. La seva duresa a l'escala de Mohs és 2. És l'anàleg de crom de la schieffelinita, de la qual és isostructural.
L'exemplar que va servir per a determinar l'espècie, el que es coneix com a material tipus, es troba conservat al Museu d'Història Natural del Comtat de Los Angeles, amb el número de catàleg 63511.

## Formació i jaciments
Va ser descoberta al "Bird Nest drift" de la muntanya Otto, a la localitat de Baker, al Comtat de San Bernardino, Califòrnia, Estats Units. Es tracta de l'únic indret on ha estat descrita aquesta espècie mineral en tot el planeta.